# Clay Borris
Clay Borris est un réalisateur, acteur, scénariste, producteur et monteur canadien né le 31 mars 1950 à Campbellton (Nouveau-Brunswick).

## Filmographie

### Réalisateur
- 1971 : Paper Boy
- 1973 : Fun at the Ex
- 1977 : Sheila's Christmas
- 1977 : Little Big Child
- 1977 : Rose's House
- 1981 : Alligator Shoes
- 1985 : Brigade de nuit (Night Heat) (série télévisée)
- 1986 : Quiet Cool
- 1987 : The Gunfighters (TV)
- 1988 : Rintintin junior (Katts and Dog) (série télévisée)
- 1991 : Un privé sous les tropiques (Sweating Bullets) (série télévisée)
- 1992 : Le Justicier des ténèbres (Forever Knight) (série télévisée)
- 1992 : Le Bal de l'horreur 4 : Délivrez-nous du Diable
- 1992 : Highlander (série télévisée)
- 1994 : Six balles pour un tueur (Suspicious Agenda)
- 1994 : Under the Gun
- 1995 : Someone to Die For
- 1996 : Les Aventures de Sinbad (The Adventures of Sinbad) (série télévisée)
- 1996 : Alice et les Hardy Boys (Nancy Drew) (série télévisée)
- 1996 : Psi Factor, chroniques du paranormal (PSI Factor: Chronicles of the Paranormal) (série télévisée)
- 1998 : The Pawn
- 1999 : Killer Deal (TV)

### Acteur
- 1980 : Bad Company : Ray
- 1981 : Alligator Shoes : Mike
- 1986 : Quiet Cool : Laundryman
- 1994 : Six balles pour un tueur (Suspicious Agenda) : Bartender
- 1995 : Someone to Die For : Detective

### Scénariste
- 1971 : Paper Boy
- 1981 : Alligator Shoes
- 1986 : Quiet Cool
- 1998 : The Pawn

### Producteur
- 1981 : Alligator Shoes

### Monteur
- 1977 : Rose's House